# Monumento a Miguel de Cervantes
El monumento a Miguel de Cervantes es un monumento de Madrid. Construido en 1929, se encuentra en la Plaza de España, en el barrio de Palacio, y conmemora la obra del escritor. Las figuras de honor en el monumento representan a Cervantes, sentado bajo un pedestal, con las estatuas en bronce de Don Quijote y Sancho Panza cabalgando respectivamente sobre Rocinante y su acostumbrado jumento, en la base del monumento principal.

## Historia
Al cumplirse los trescientos años de la muerte de Cervantes en 1916, se convocó en 1915 un concurso nacional para la elección de un monumento conmemorativo en la recién construida plaza de España. El proyecto ganador fue el presentado por el arquitecto Rafael Martínez Zapatero y el escultor Lorenzo Coullaut Valera. En 1920 se constituye el comité de recaudación de fondos para la construcción del monumento en todos los países castellanohablantes, no comenzando las obras hasta 1925, contando entonces con la colaboración adicional del arquitecto Pedro Muguruza, que hace algunas modificaciones suprimiendo ornamentaciones, balaustrada y una Victoria Alada que coronaba el monumento, en su versión inicial. Aunque no completamente acabado, se inauguró el 13 de octubre de 1929.
Las figuras de honor en el monumento representan a Cervantes sentado bajo un pedestal, con las estatuas en bronce de Don Quijote y Sancho Panza cabalgando respectivamente sobre Rocinante y un jumento, en la base del monumento principal. 
Está coronado con una bola del mundo y los cinco continentes, alegoría de la difusión de la lengua española por todo el mundo. Entre otras esculturas se encuentran la Realidad y la Ficción. Por la parte trasera del monumento se representa a la literatura española en la imagen de una mujer sosteniendo un libro. A los pies de esta escultura se alza una fuente con los escudos, actualmente muy desgastados, de todos los países donde se utiliza la lengua de Cervantes. Se representa también a un indio en la tradición de Alonso de Ercilla y su Araucana, y a Perseo, que representa la lírica clásica.
Durante los años 1930, el monumento sufrió un parón considerable, no siendo reiniciado hasta la década de 1950, cuando el hijo del escultor ganador del concurso, Federico Coullaut-Valera, completó el monumento añadiendo las figuras de Dulcinea y Aldonza Lorenzo, y posteriormente (1960), los grupos de Rinconete y Cortadillo y de La Gitanilla.
El 25 de noviembre de 2018, la Comunidad de Madrid declara el Monumento a Miguel de Cervantes Bien de Interés Cultural (España).

## Galería de imágenes

Detalles del conjunto monumental
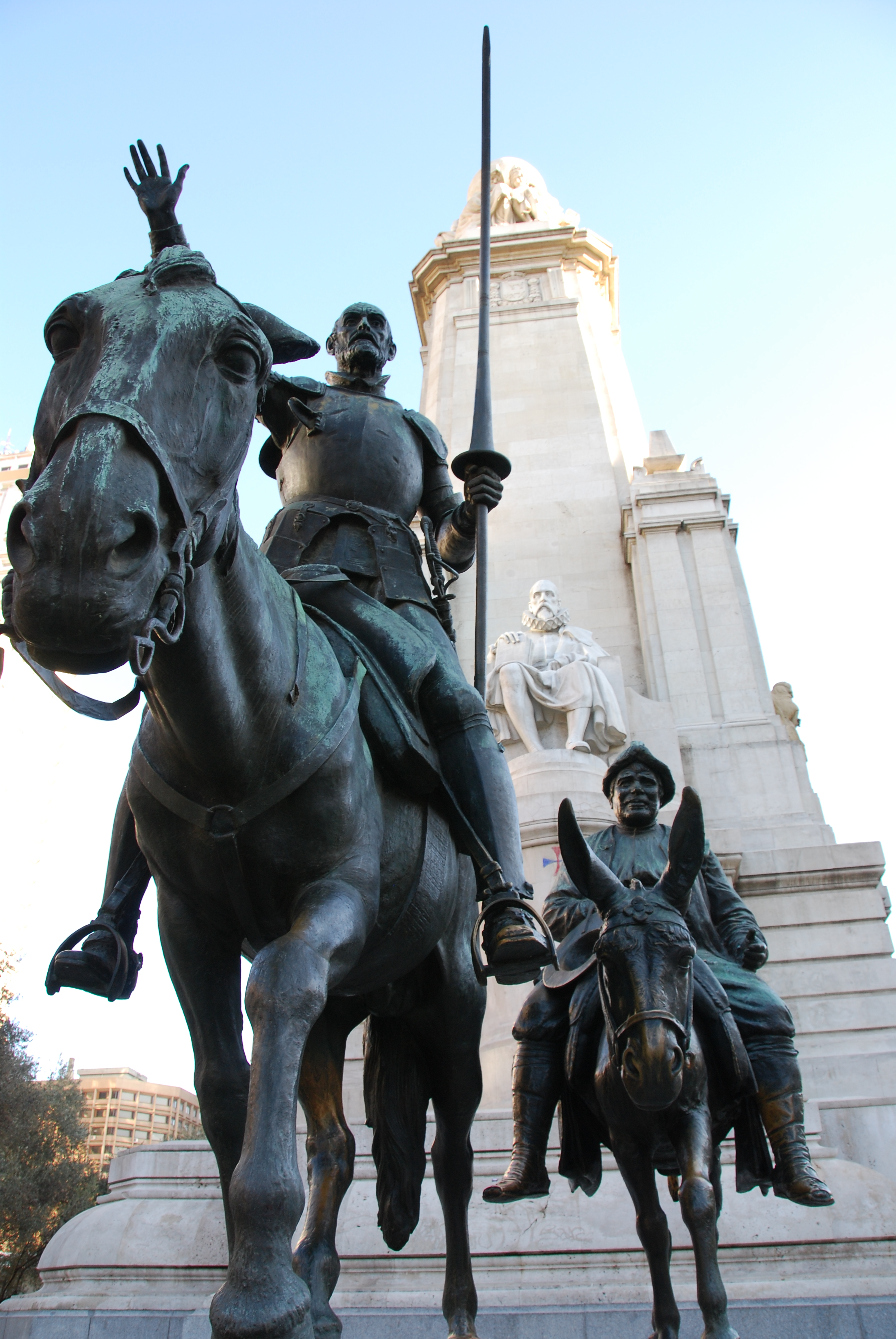
Esculturas de Don Quijote y Sancho Panza.
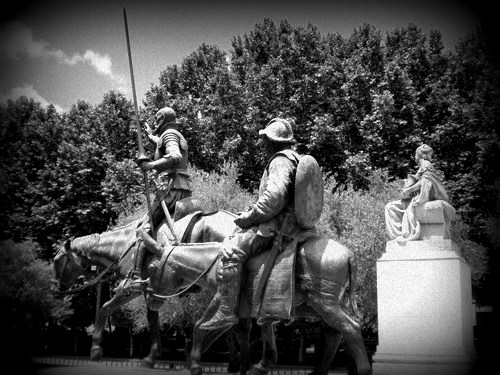
Esculturas de Don Quijote y Sancho Panza.
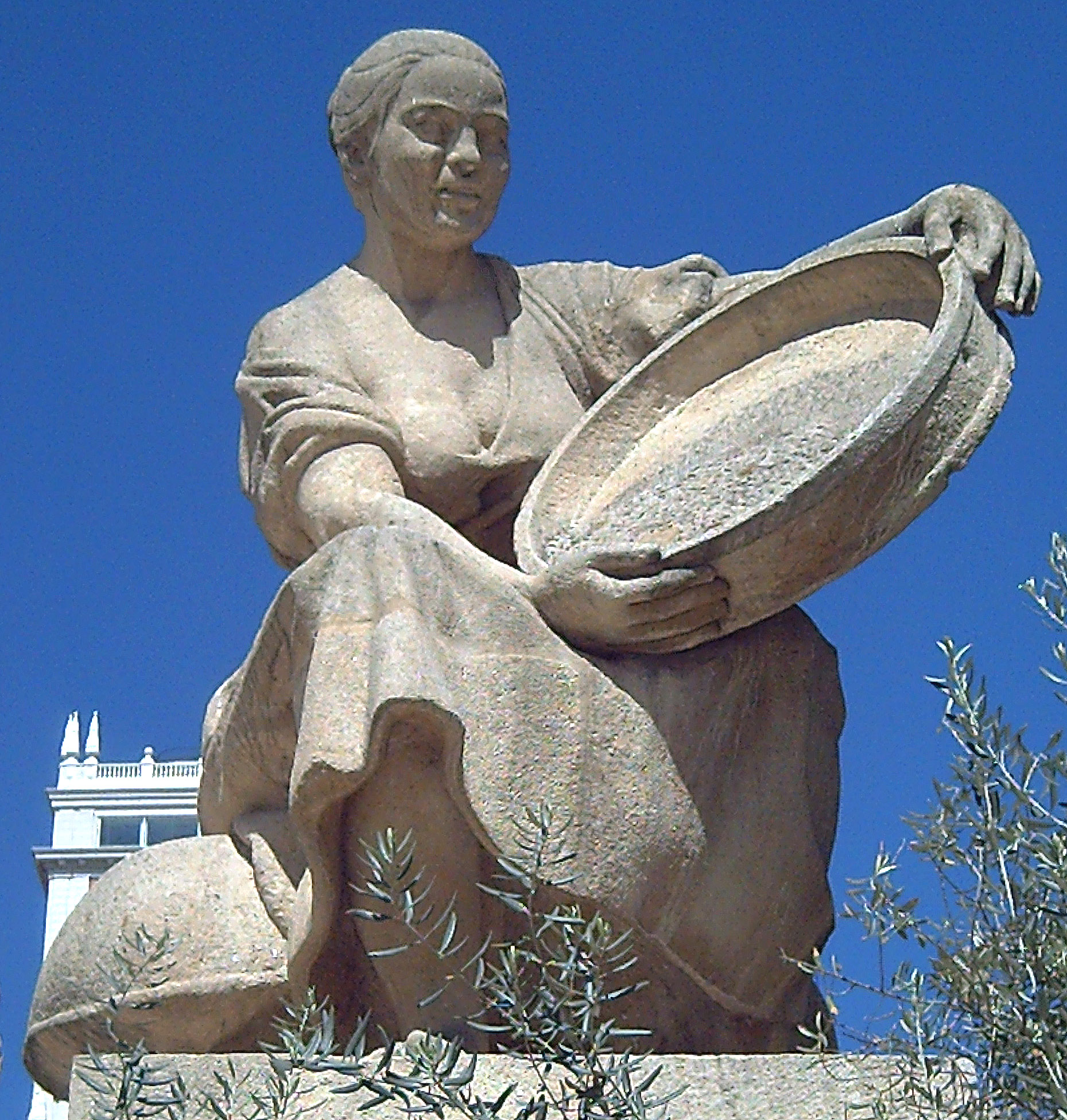
Dulcinea del Toboso.
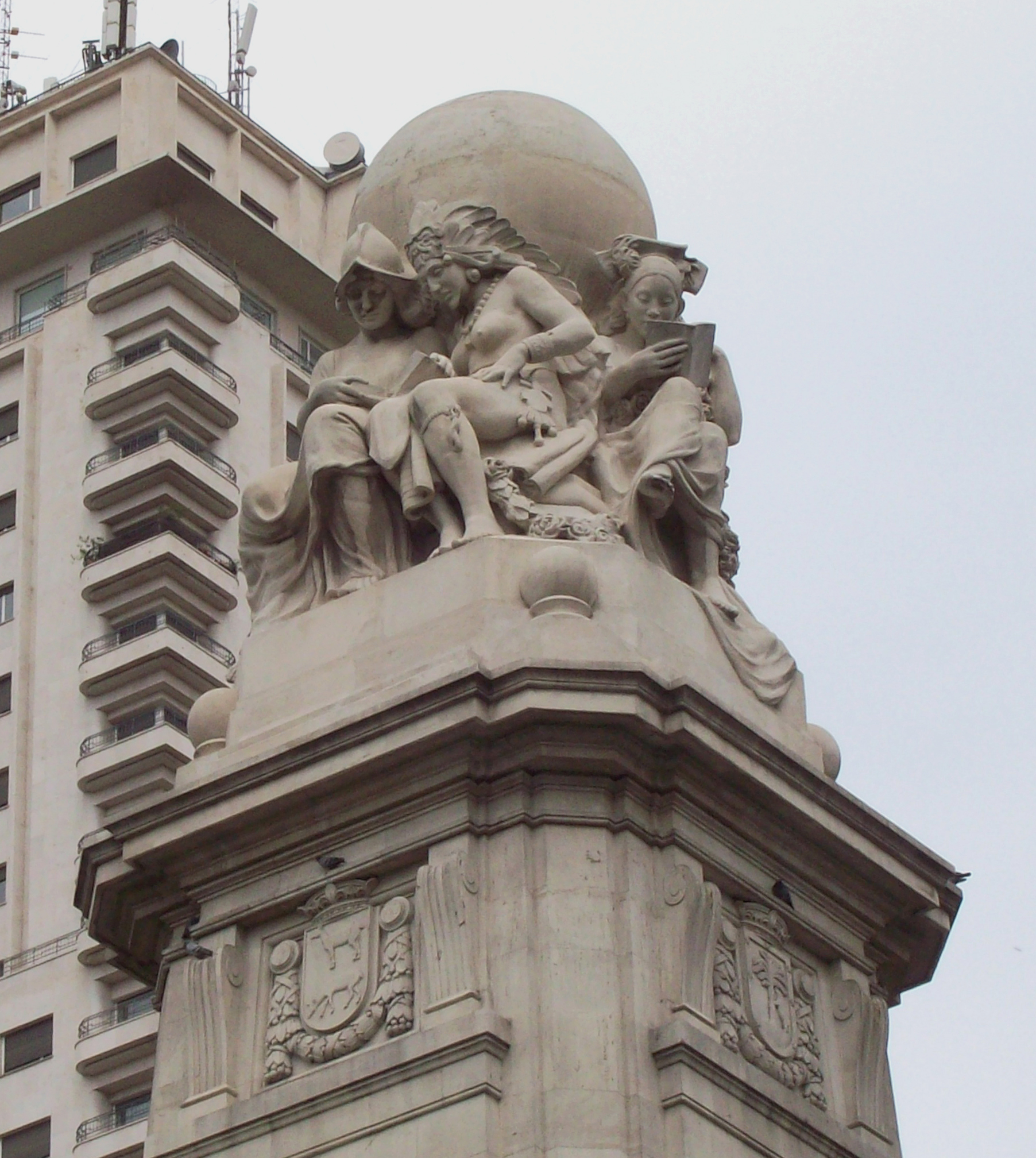
Los Cinco Continentes leyendo Don Quijote.

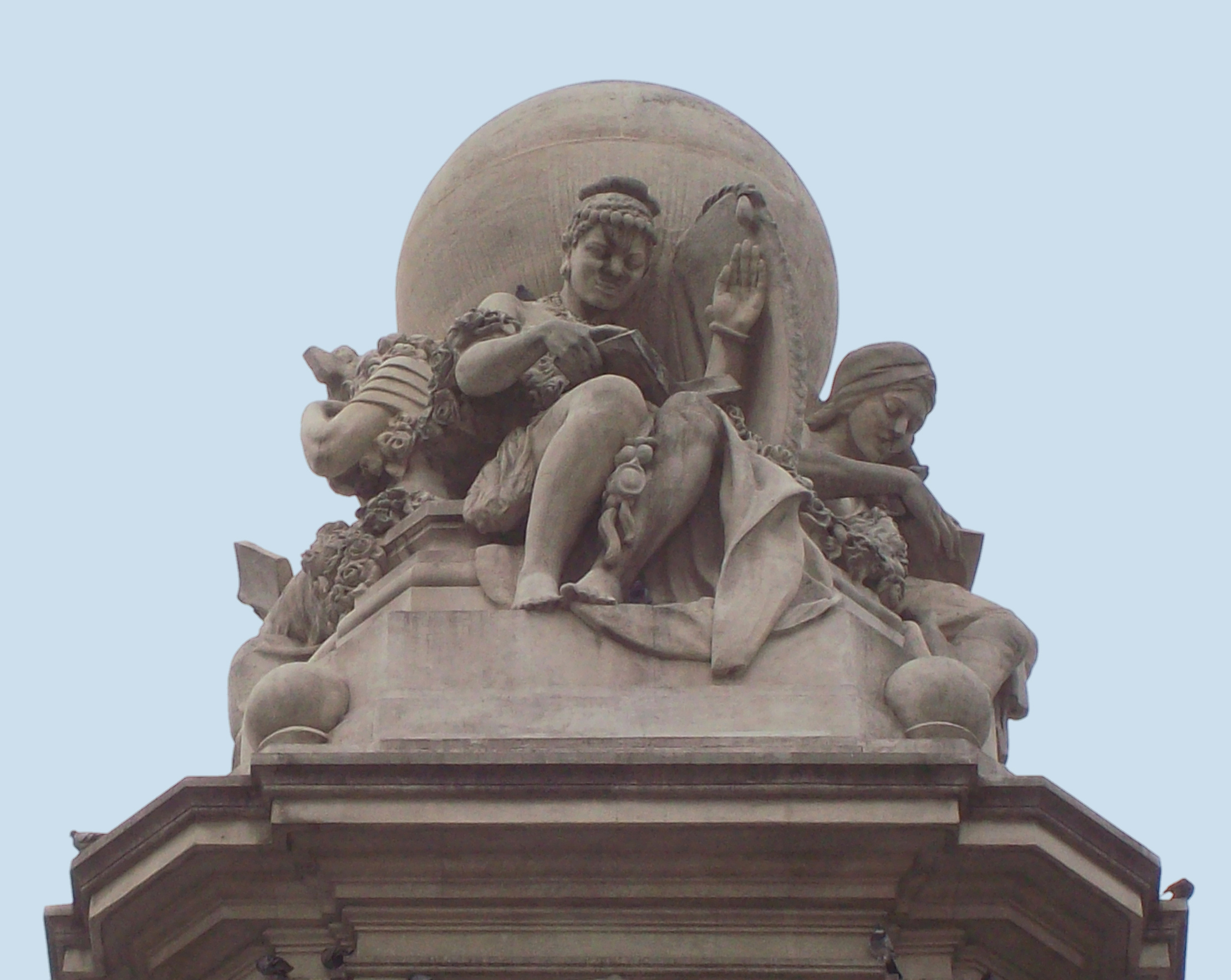
Los Cinco Continentes leyendo Don Quijote.
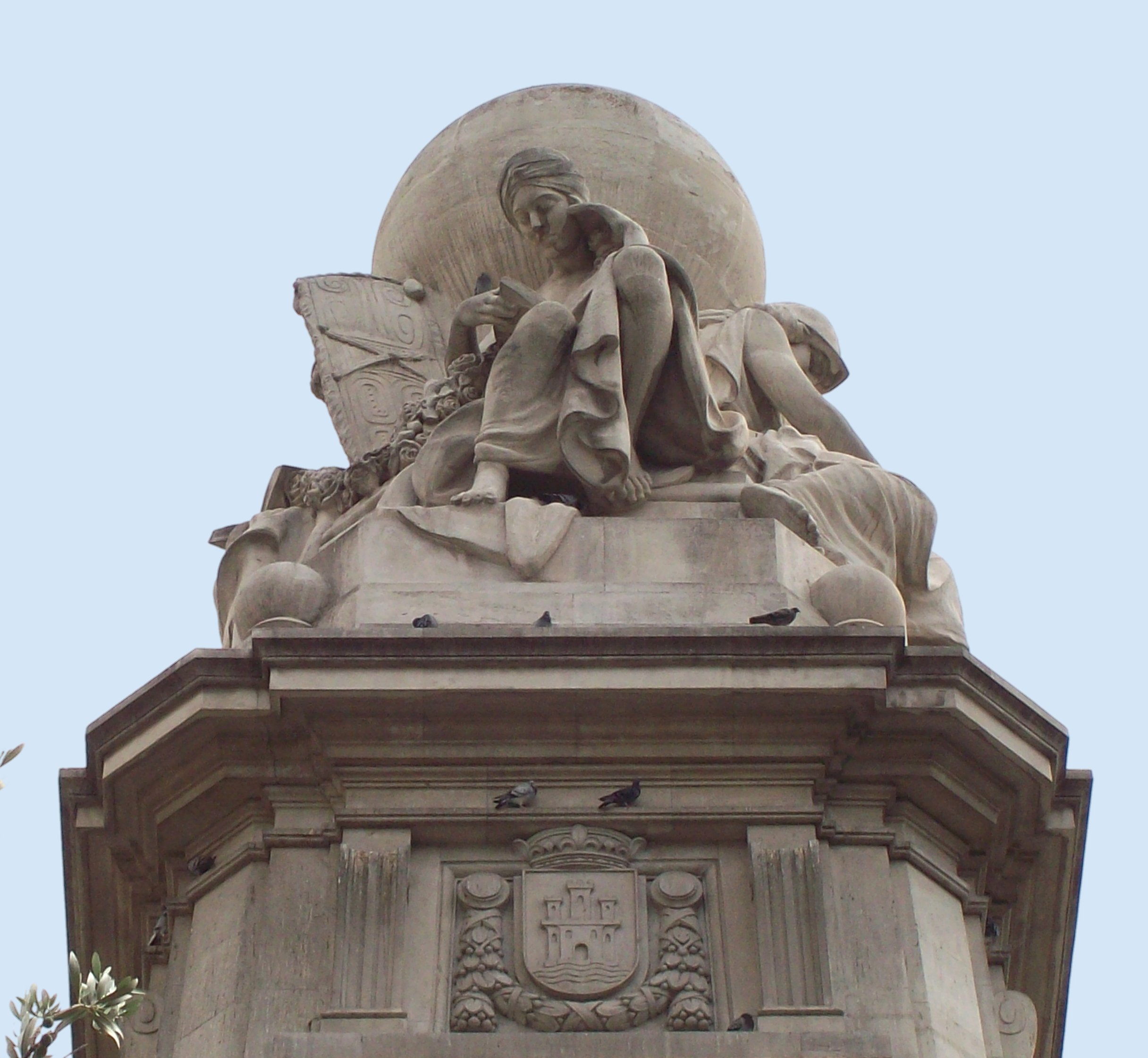
Los Cinco Continentes leyendo Don Quijote.
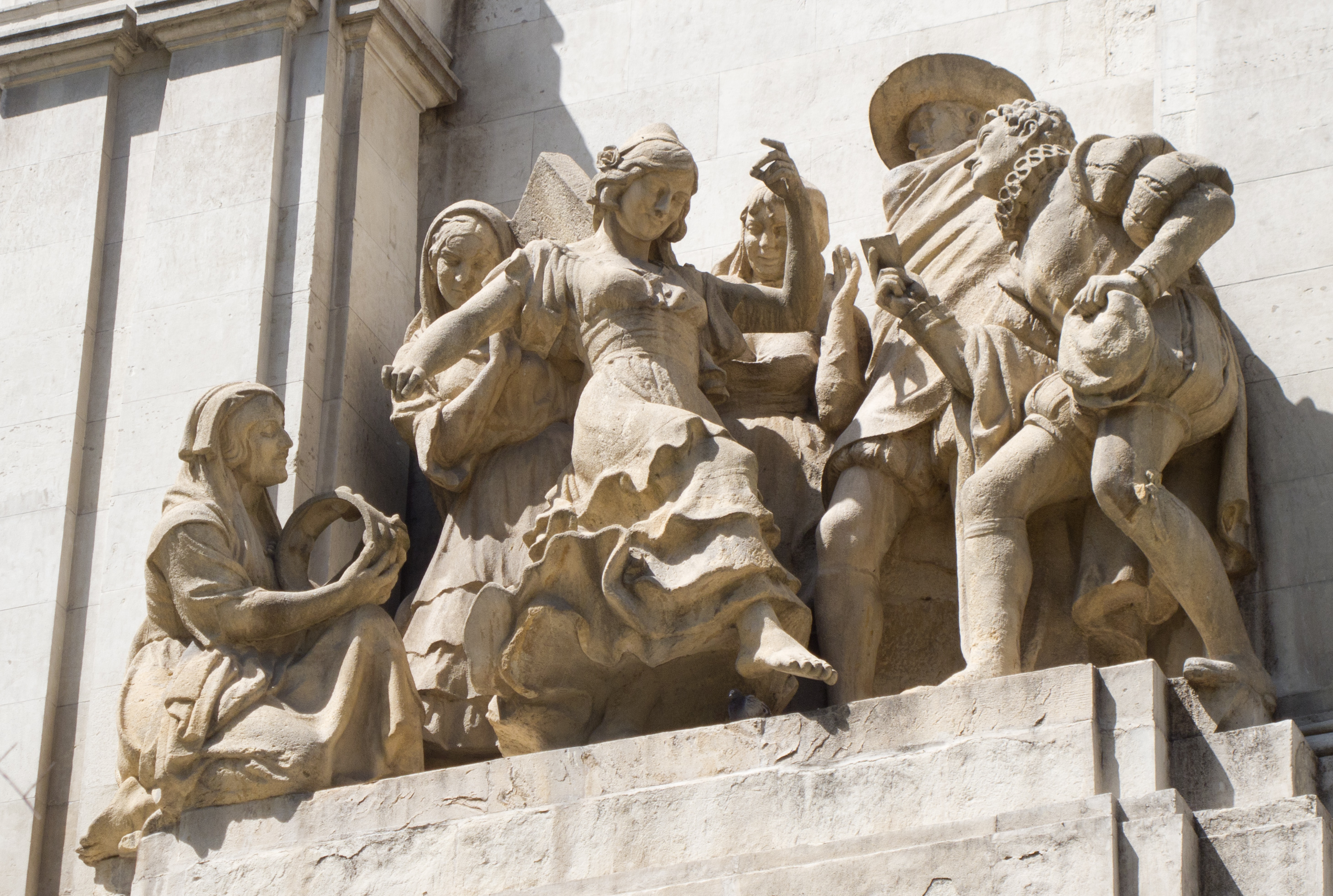
La Gitanilla.
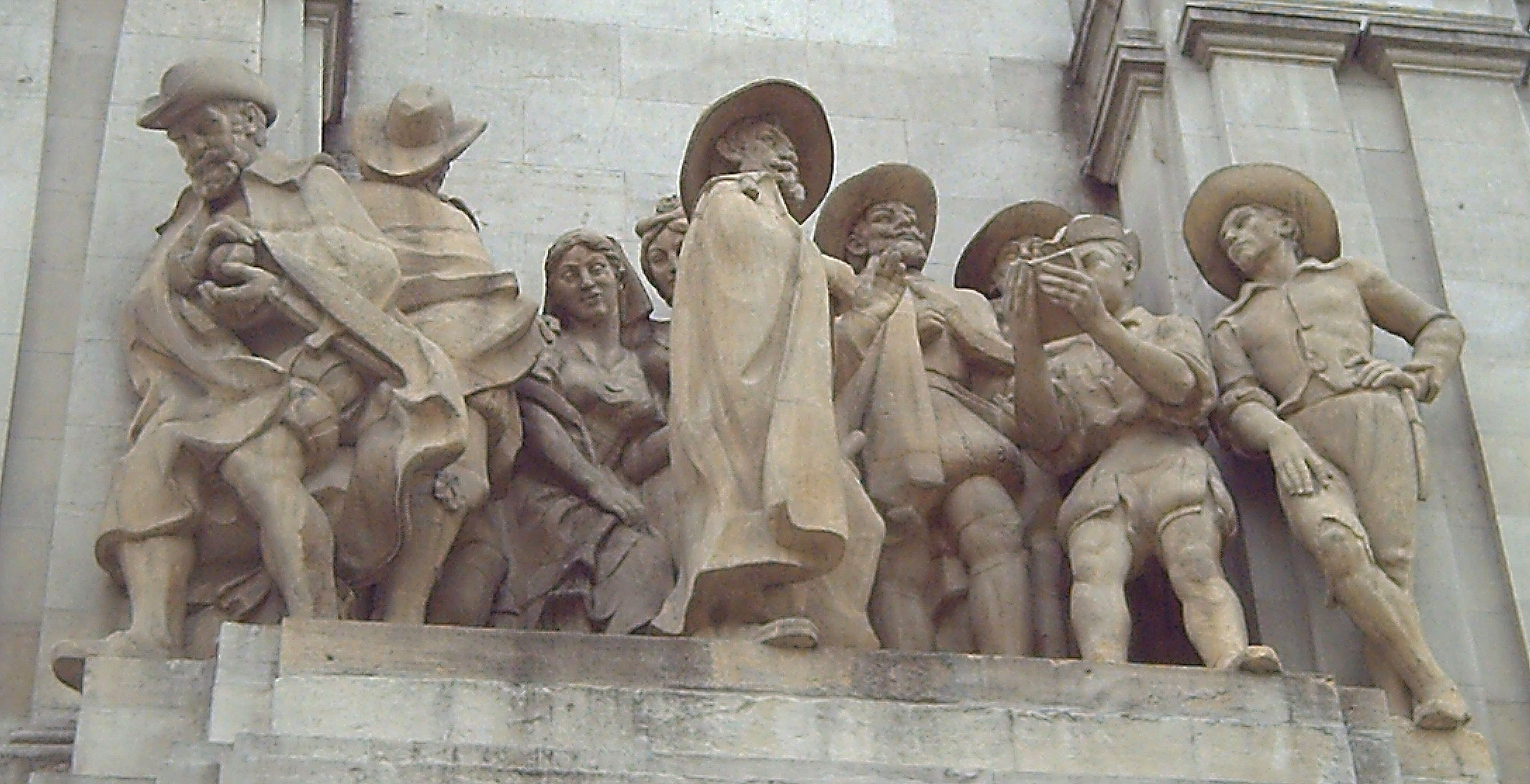
Rinconete y Cortadillo.

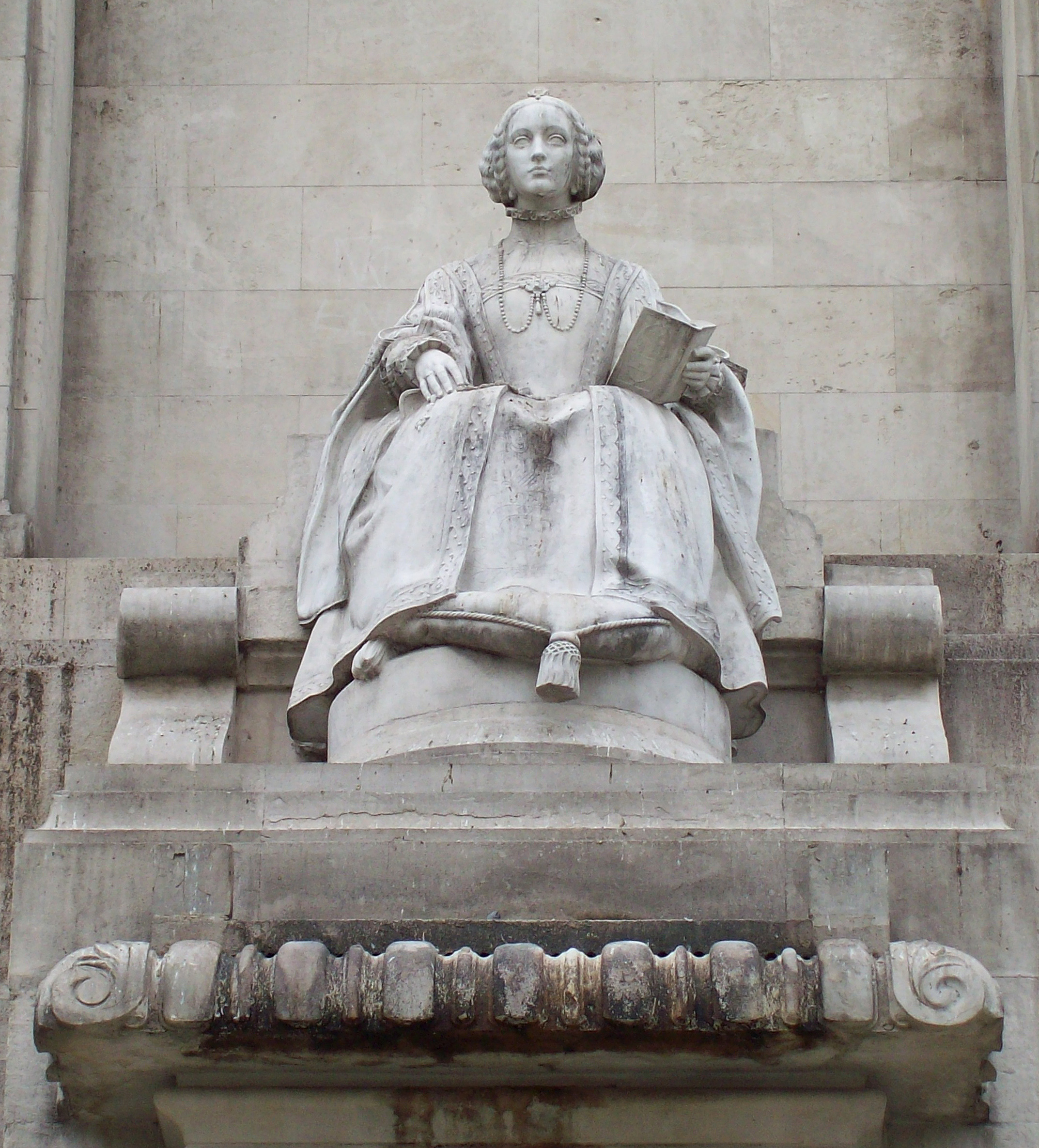
Alegoría de la Literatura.
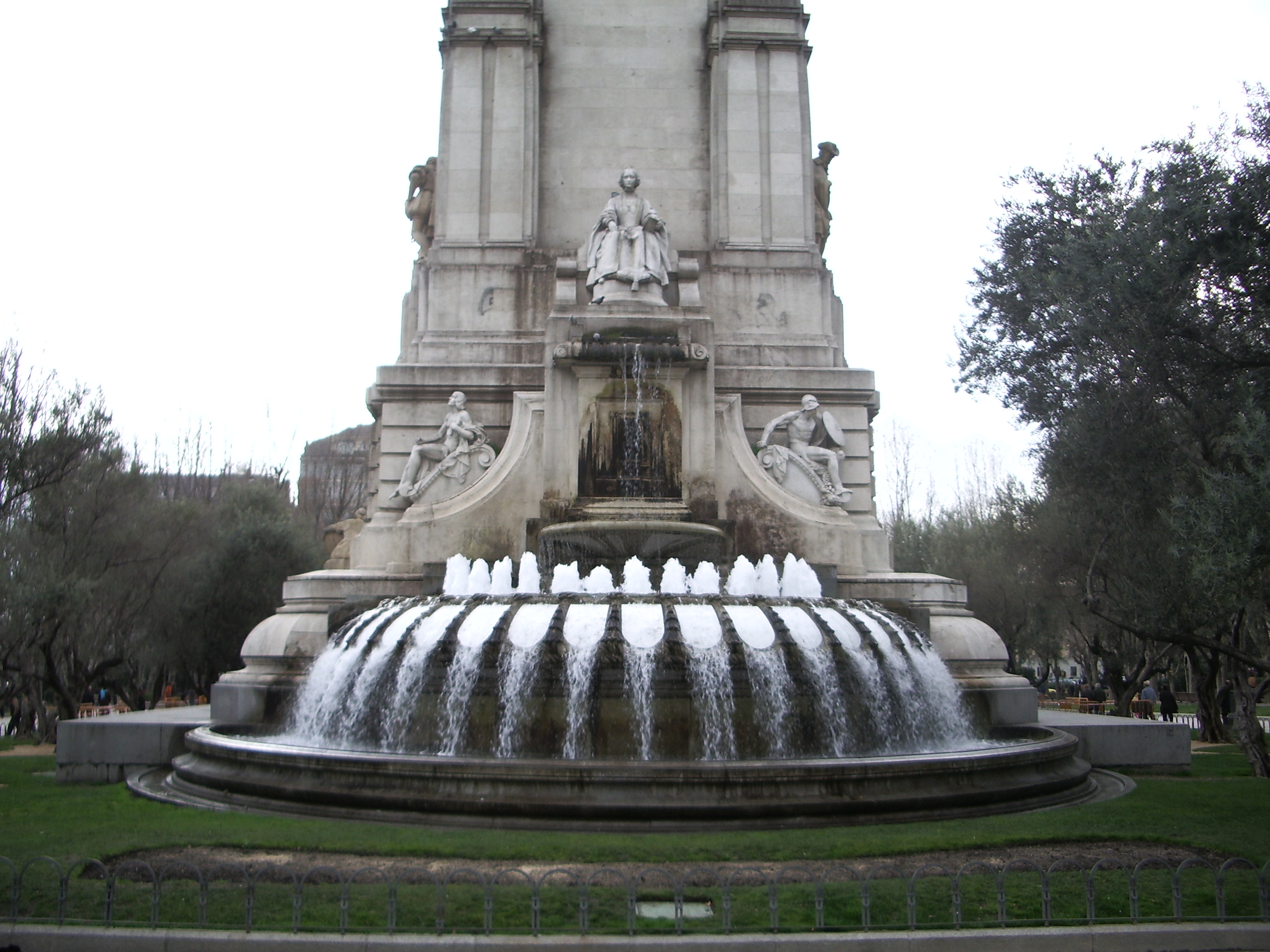
Flanqueando la Alegoría de la Literatura se encuentran una alegoría del Misticismo y otra del Valor Militar, sobre una fuente.
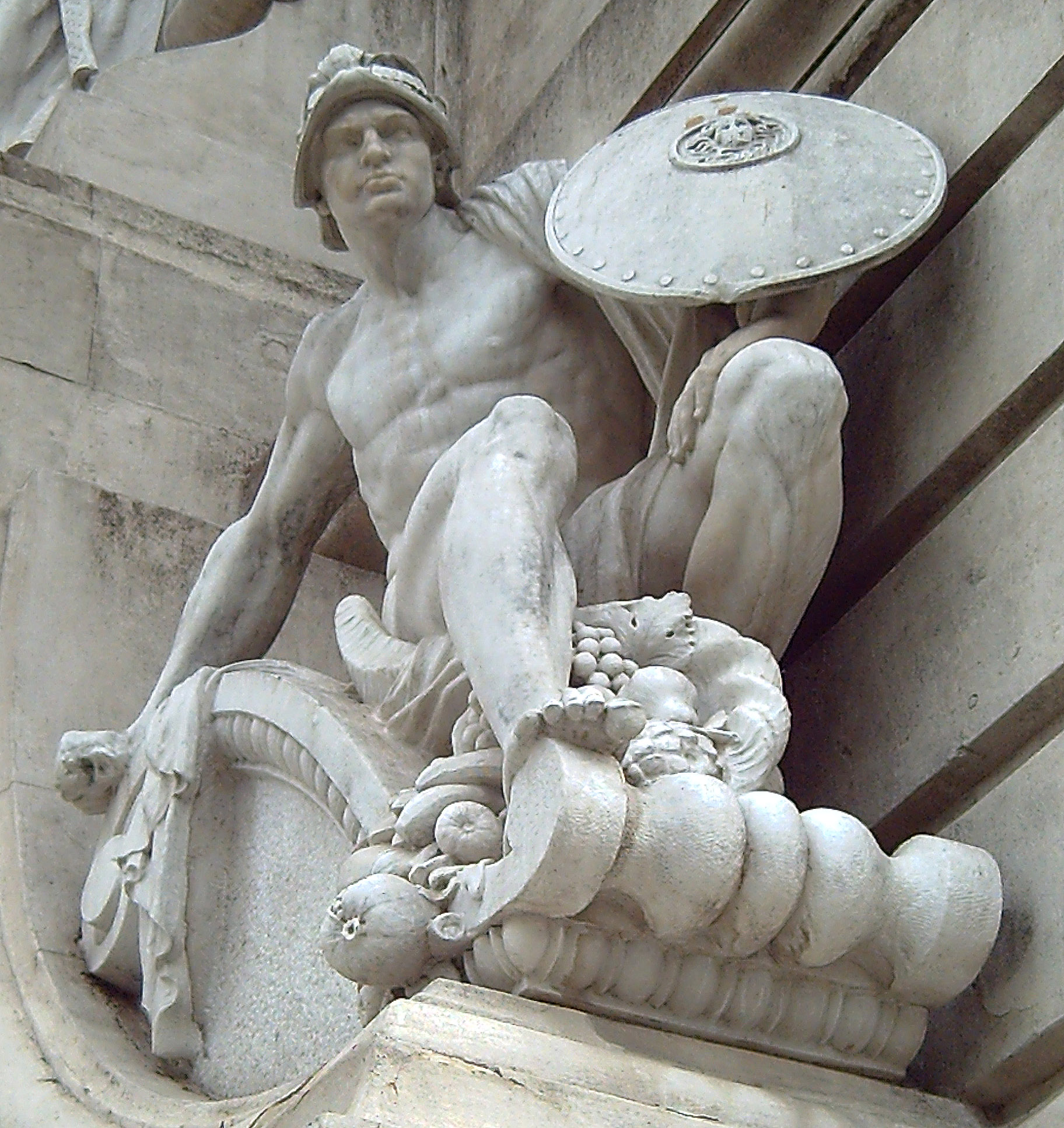
Alegoría del Valor Militar.
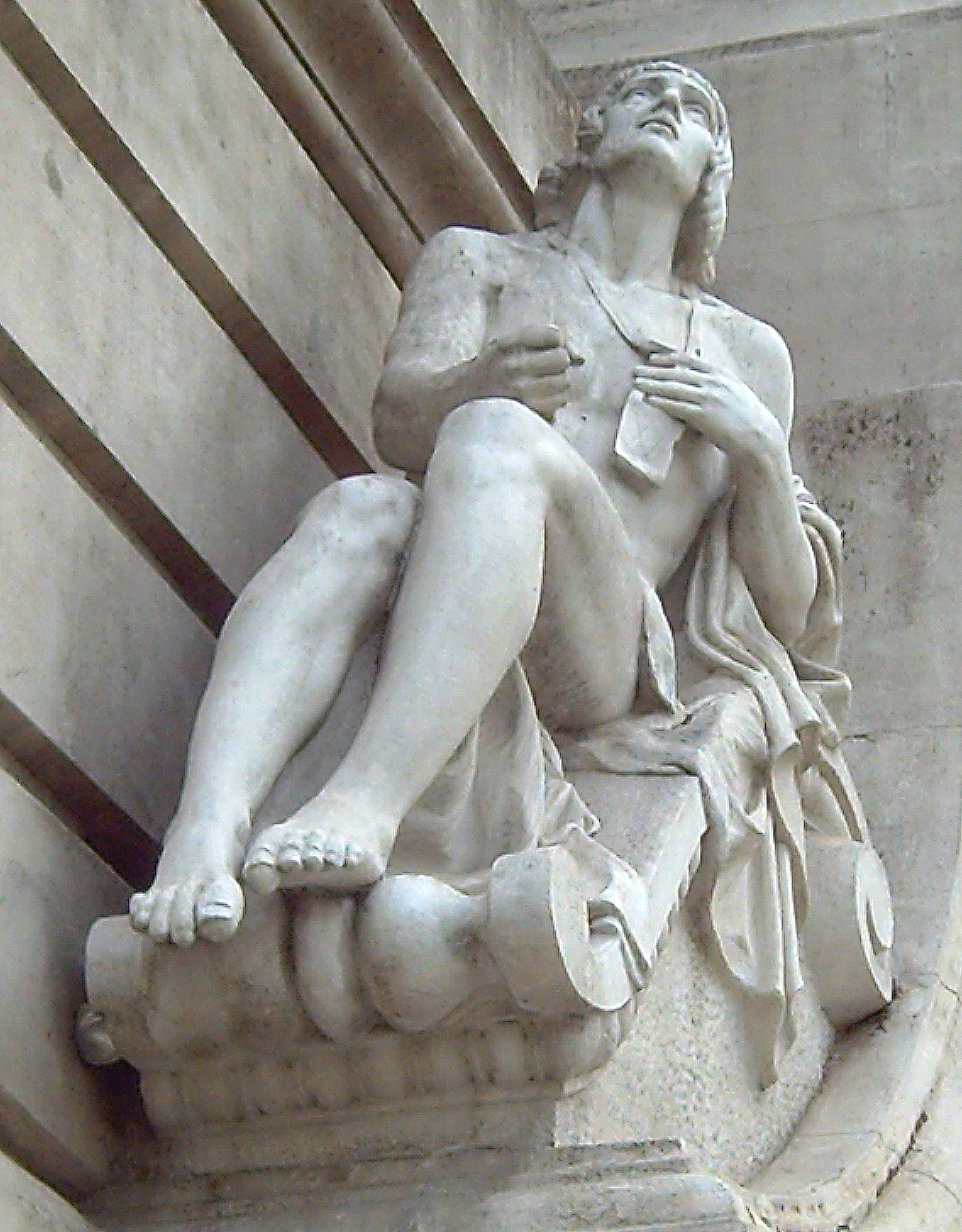
Alegoría del Misticismo.